# Мрыховский
Мрыховский — хутор в Верхнедонском районе Ростовской области.
Входит в состав Мещеряковского сельского поселения.

## География
На хуторе имеется одна улица: Мрыховская.

## Население
| 1989 | 2002 | 2010 |
| ---- | ---- | ---- |
| 345  | ↘232 | ↘176 |

### Известные уроженцы
- Пономарёва, Ольга Васильевна (род. 1934) — основатель и руководитель местного казачьего хора.

## Достопримечательности
Территория Ростовской области была заселена еще в эпоху неолита. Люди, живущие на древних стоянках и поселениях у рек, занимались в основном собирательством и рыболовством. Степь для скотоводов всех времён была бескрайним пастбищем для домашнего рогатого скота. От тех времен осталось множество курганов с захоронениями  жителей этих мест. Курганы и курганные группы находятся на государственной охране.
Поблизости от территории хутора Мрыховского Верхнедонского района расположено несколько достопримечательностей – памятников археологии. Они охраняются в соответствии с Федеральным законом от 25.06.2002 N 73-ФЗ "Об объектах культурного наследия (памятниках истории и культуры) народов Российской Федерации", Областным законом от 22.10.2004 N 178-ЗС "Об объектах культурного наследия (памятниках истории и культуры) в Ростовской области", Постановлением Главы администрации РО от 21.02.97 N 51 о принятии на государственную охрану памятников истории и культуры Ростовской области и мерах по их охране и др. 
- Курганная группа  "Мрыховский I"  (4 кургана). Находится на расстоянии около 1,1 км к северу от хутора Мрыховского.
- Курганная группа  "Мрыховский II"   (2 кургана). Находится на расстоянии около 0,6 км к северу от хутора Мрыховского.
- Курганная группа  "Мрыховский III"  (2 кургана). Находится на расстоянии около 0,3 км к северо-востоку отхутора Мрыховского.
- Курганная группа  "Мрыховский IV" (3 кургана). Находится на расстоянии около 0,9 км к северо-востоку от хутора Мрыховского.
- Курганная группа    "Водяной Яр I"  (7 курганов). Находится на расстоянии около 2,0 км к северо-востоку от хутора Мрыховского[4].